# Samuel Crawford
Pour les articles homonymes, voir Crawford.
Temple de la renommée : 1962
Samuel Russell Crawford (né le 7 novembre 1885 à Cardinal en Ontario au Canada – mort le 19 décembre 1971) est un joueur professionnel canadien de hockey sur glace. Il évolue au début du XXe siècle poste d'ailier gauche,.

## Biographie
Entre 1912 et 1917, Crawford évolue pour les Bulldogs de Québec avec qui il remporte la Coupe Stanley en 1912-13. Avant le début de la saison 1917-1918, une nouvelle ligue est mise en place : la Ligue nationale de hockey. Les dirigeants ont décidé de ne conserver que quatre équipes et doivent donc choisir qui des Bulldogs ou des Arenas de Toronto jouent la première saison en compagnie des Canadiens de Montréal, des Wanderers de Montréal et des Sénateurs d'Ottawa. Ce sont les Bulldogs qui sont finalement renvoyés de la ligue et leurs joueurs sont tous récupérés par les autres équipes : Crawford devient alors membre des Sénateurs. Il ne joue qu'une douzaine de matchs avec l'équipe avant de rejoindre les Arenas avec qui il gagne une deuxième fois la Coupe Stanley. Il met fin à sa carrière en 1931 puis est admis au temple de la renommée du hockey en 1962.
Il meurt en 1971 et est alors le dernier joueur encore en vie ayant remporté la première Coupe Stanley de l'histoire de la LNH.

## Statistiques
| Saison    | Équipe                   | Ligue         |    | Saison régulière | Saison régulière | Saison régulière | Saison régulière | Saison régulière |   | Séries éliminatoires | Séries éliminatoires | Séries éliminatoires | Séries éliminatoires | Séries éliminatoires |
| Saison    | Équipe                   | Ligue         | PJ | B                | A                | Pts              | Pun              | PJ               | B | A                    | Pts                  | Pun                  |                      |                      |
| 1907-1908 | Montagnards de Montréal  | MLCH          |    |                  |                  |                  |                  |                  |   |                      |                      |                      |                      |                      |
| 1908-1909 | Ontarios de Newington    | OHA-Sr.       |    |                  |                  |                  |                  |                  |   |                      |                      |                      |                      |                      |
| 1909-1910 | Mintos de Prince Albert  | N-SSHL        | 3  | 4                | 0                | 4                |                  |                  |   |                      |                      |                      |                      |                      |
| 1909-1910 | Mintos de Prince Albert  | Sask-Pro      |    |                  |                  |                  |                  | 4                | 1 | 0                    | 1                    | 14                   |                      |                      |
| 1910-1911 | Mintos de Prince Albert  | Sask-Pro      | 7  | 26               | 0                | 26               |                  | 4                | 4 | 0                    | 4                    | 26                   |                      |                      |
| 1911-1912 | Saskatoon Hoo-Hoos       | Sask-Pro      | 7  | 7                | 0                | 7                |                  |                  |   |                      |                      |                      |                      |                      |
| 1911-1912 | Wholesalers de Saskatoon | Sask-Pro      | 1  | 2                | 0                | 2                |                  | 2                | 2 | 0                    | 2                    | 12                   |                      |                      |
| 1912-1913 | Bulldogs de Québec       | ANH           | 19 | 4                | 0                | 4                | 29               | 1                | 0 | 0                    | 0                    | 0                    |                      |                      |
| 1912-1913 | Bulldogs de Québec       | Exhib.        |    |                  |                  |                  |                  | 3                | 3 | 0                    | 3                    | 19                   |                      |                      |
| 1913-1914 | Bulldogs de Québec       | ANH           | 19 | 15               | 10               | 25               | 14               |                  |   |                      |                      |                      |                      |                      |
| 1914-1915 | Bulldogs de Québec       | ANH           | 20 | 18               | 8                | 26               | 30               |                  |   |                      |                      |                      |                      |                      |
| 1915-1916 | Bulldogs de Québec       | ANH           | 22 | 18               | 5                | 23               | 54               |                  |   |                      |                      |                      |                      |                      |
| 1916-1917 | Bulldogs de Québec       | ANH           | 19 | 11               | 9                | 20               | 77               |                  |   |                      |                      |                      |                      |                      |
| 1917-1918 | Sénateurs d'Ottawa       | LNH           | 12 | 2                | 2                | 4                | 15               |                  |   |                      |                      |                      |                      |                      |
| 1917-1918 | Arenas de Toronto        | LNH           | 8  | 1                | 2                | 3                | 51               | 2                | 2 | 1                    | 3                    | 9                    |                      |                      |
| 1918-1919 | Arenas de Toronto        | LNH           | 18 | 7                | 4                | 11               | 51               |                  |   |                      |                      |                      |                      |                      |
| 1919-1920 | Crescents de Saskatoon   | SSHL          | 12 | 3                | 3                | 6                | 14               |                  |   |                      |                      |                      |                      |                      |
| 1920-1921 | Crescents de Saskatoon   | SSHL          | 14 | 11               | 7                | 18               | 12               | 4                | 2 | 2                    | 4                    | 4                    |                      |                      |
| 1921-1922 | Crescents de Saskatoon   | WCHL          | 24 | 8                | 8                | 16               | 29               |                  |   |                      |                      |                      |                      |                      |
| 1922-1923 | Sheiks de Saskatoon      | WCHL          | 19 | 7                | 6                | 13               | 10               |                  |   |                      |                      |                      |                      |                      |
| 1922-1923 | Tigers de Calgary        | WCHL          | 11 | 3                | 1                | 4                | 7                |                  |   |                      |                      |                      |                      |                      |
| 1923-1924 | Tigers de Calgary        | WCHL          | 26 | 4                | 4                | 8                | 21               | 2                | 1 | 0                    | 1                    | 2                    |                      |                      |
| 1923-1924 | Tigers de Calgary        | West-P        |    |                  |                  |                  |                  | 3                | 0 | 1                    | 1                    | 4                    |                      |                      |
| 1923-1924 | Tigers de Calgary        | Coupe Stanley |    |                  |                  |                  |                  | 2                | 0 | 0                    | 0                    | 0                    |                      |                      |
| 1924-1925 | Tigers de Calgary        | WCHL          | 27 | 12               | 2                | 14               | 27               | 2                | 0 | 0                    | 0                    | 4                    |                      |                      |
| 1925-1926 | Maroons de Vancouver     | WHL           | 14 | 0                | 0                | 0                | 8                |                  |   |                      |                      |                      |                      |                      |
| 1926-1927 | Millers de Minneapolis   | AHA           | 32 | 2                | 3                | 5                | 51               | 6                | 3 | 0                    | 3                    | 13                   |                      |                      |
| 1927-1928 | Millers de Minneapolis   | AHA           | 34 | 4                | 2                | 6                | 27               | 8                | 3 | 0                    | 3                    | 10                   |                      |                      |
| 1928-1929 | Millers de Minneapolis   | AHA           | 40 | 9                | 3                | 12               | 33               | 4                | 0 | 0                    | 0                    | 0                    |                      |                      |
| 1929-1930 | Millers de Minneapolis   | AHA           | 45 | 3                | 4                | 7                | 32               |                  |   |                      |                      |                      |                      |                      |
| 1930-1931 | Mintos de Prince Albert  | N-SSHL        |    |                  |                  |                  |                  |                  |   |                      |                      |                      |                      |                      |